# Téteghem-Coudekerque-Village
Téteghem-Coudekerque-Village község Franciaország Hauts-de-France régiójában, Nord megyében. Új községként 2016. január 1-jén jött létre Téteghem és Coudekerque-Village korábbi községek egyesítésével.

## Népesség
| Lakosok száma | 8341 | 8311 | 8285 | 8258 | 8384 | 8272 |
|               | 2017 | 2018 | 2019 | 2020 | 2021 | 2022 |